# Abbey Park (Leicester)

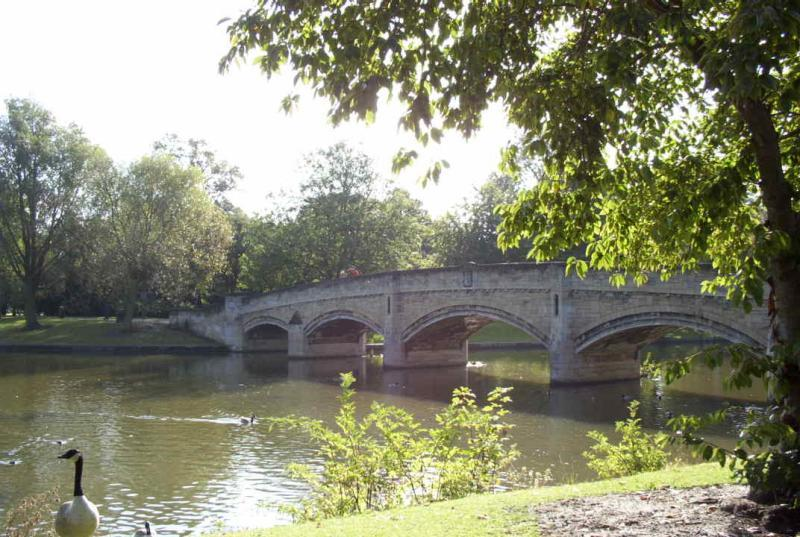
Ponte sobre o rio Soar, Abbey Park

Abbey Park é um parque público em Leicester, Inglaterra, administrado pela cidade de Leicester, ao lado do rio Soar.
O parque contém a antiga cidade e ruínas da Cavendish House (construída por William Cavendish). O parque ganhou um prêmio da Green Flag, uma premiação nacional dos parques que chegam em níveis altos.
O parque também tem sido local para escavações de arqueologia pela ULAS nos estudantes do primeiro e segundo ano da universidade de Leicester. 
O Abbey Park também abriga os estúdios da Takeover Radio.